# Sikory Juskie
Sikory Juskie (deutsch Schikorren, 1927 bis 1945 Wellheim) und Sikory Juskie (osada) sind zwei Ortschaften in der polnischen Woiwodschaft Ermland-Masuren. Sie gehören zur Landgemeinde Stare Juchy ((Alt) Jucha, 1938 bis 1945 Fließdorf) im Powiat Ełcki (Kreis Lyck).

## Geographische Lage
Sikory Juskie liegt am Südufer des Laszmiaden Sees  (1938 bis 1945: Laschmieden See, polnisch Jezioro Łaśmiady) im Osten der Woiwodschaft Ermland-Masuren, elf Kilometer nordwestlich der Kreisstadt Ełk (Lyck). Der Weiler Sikory Juskie (osada) liegt etwa ein  Kilometer weiter südlich.

## Geschichte
Der kleine Ort Schikorren (nach 1818 mit Zusatz Kirchspiel Stradaunen) wurde im Jahre 1556 gegründet und bestand aus mehreren kleinen Gehöften. Während sich über die Geschichte der heutigen Ortschaft Sikory Juskie (osada) nichts weiter belegen lässt, war das Dorf selbst zwischen 1874 und 1945 in den Amtsbezirk Stradaunen (polnisch Straduny) eingegliedert und gehörte somit zum Kreis Lyck im Regierungsbezirk Gumbinnen (ab 1905: Regierungsbezirk Allenstein) in der preußischen Provinz Ostpreußen. In Schikorren waren im Jahre 1910 insgesamt 124 Einwohner registriert.
Aufgrund der Bestimmungen des Versailler Vertrags stimmte die Bevölkerung im Abstimmungsgebiet Allenstein, zu dem Schikorren gehörte, am 11. Juli 1920 über die weitere staatliche Zugehörigkeit zu Ostpreußen (und damit zu Deutschland) oder den Anschluss an Polen ab. In Schikorren stimmten 100 Einwohner für den Verbleib bei Ostpreußen, auf Polen entfielen keine Stimmen.
Am 23. November 1927 wurde Schikorren (Ksp. Stradaunen) in „Wellheim“ umbenannt. Die Zahl der Einwohner reduzierte sich bis 1933 auf 107 und betrug 1939 nur noch 94. In Kriegsfolge wurde der Ort 1945 mit dem gesamten südlichen Ostpreußen an Polen überstellt und erhielt die polnische Namensform „Sikory Juskie“, dann auch um Sikory Juskie (osada) ergänzt. Beide sind in das Schulzenamt (polnisch sołectwo) Sikory Juskie eingegliedert und gehören somit zum Verbund der Landgemeinde Stare Juchy (Landgemeinde (Alt) Jucha, 1927 bis 1945 Fließdorf) im Powiat Ełcki (Kreis Lyck), vor 1998 der Woiwodschaft Suwałki, seither der Woiwodschaft Ermland-Masuren zugehörig.

## Kirche
Schikorren war bis 1945 in die evangelische Kirche Stradaunen in der Kirchenprovinz Ostpreußen der Kirche der Altpreußischen Union sowie in die katholische Kirche St. Adalbert in Lyck im Bistum Ermland eingepfarrt. Heute gehören das Dorf Sikory Juskie und Sikory Juskie (osada) zur katholischen Pfarrei Straduny im Bistum Ełk der Römisch-katholischen Kirche in Polen. Die evangelischen Einwohner halten sich zur Kirchengemeinde in Ełk, einer Filialgemeinde der Pfarrei Pisz (Johannisburg) in der Diözese Masuren der Evangelisch-Augsburgischen Kirche in Polen.

## Verkehr
Sikory Juskie und Sikory Juskie (osada) liegen an einer Nebenstraße, die vom Mittelzentrum Stare Juchy ((Alt) Jucha, 1938 bis 1945 Fließdorf) über Bałamutowo (Ballamutowen, 1934 bis 1945 Giersfelde) nach Straduny (deutsch Stradaunen) an der polnischen Landesstraße 65 (ehemalige deutsche Reichsstraße 132) führt. Eine Bahnanbindung besteht nicht.